# Patrick Seeger
Patrick Seeger (* 25. August 1986 in Feldkirch) ist ein österreichischer Fußballspieler.

## Karriere
Seeger spielte ab Juni 2005 für den SC Austria Lustenau in der zweitklassigen Ersten Liga. 2007 wurde er zum Youngstar des Monats April gewählt. Im Sommer 2008 wechselte er zu den Red Bull Salzburg Juniors. Beim ersten Training zog er sich einen Kreuzbandriss zu und fiel vier Monate aus. Ein halbes Jahr später, im Juli 2009, fiel er wegen der gleichen Verletzung für mehr als ein halbes Jahr aus. So kam er insgesamt nur zu 15 Einsätzen für die Salzburger und wechselte zur Saison 2010/11 zum FC Lustenau 07. Bei den Vorarlbergern wurde er Leistungsträger. Im Sommer 2011 holte ihn der Aufstiegsaspirant SCR Altach, bei dem er einen Vertrag über drei Jahre unterschrieb. Anfang 2012 wurde er zu Vorarlbergs Fußball-Aufsteiger des Jahres 2011 gewählt.
Im August 2012 wechselte er leihweise zum FC Admira Wacker Mödling und kehrte nach einer Saison zurück. Nachdem sein Vertrag bei Altach zunächst ausgelaufen wäre, beschloss er ein Praktikum in der Geschäftsstelle zu absolvieren und nebenbei auch für die Amateurmannschaft der Altacher zu spielen.